# 둥간 혁명 (1862년~1877년)
둥간 혁명 혹은 회민 봉기는 둥간족(후이족)이 산시성, 간쑤성, 닝샤성, 신장 성에서 일으킨 봉기로서 1862년에서 1877년까지 지속되었다.
이 봉기는 청나라에 대항하여 일어났으며 백언호, 야쿱 벡을 비롯한 이슬람교 지도자들이 봉기에 참여했다. 태평천국의 난의 지도자들이 적극적인 자극을 주었지만 청나라 군대에 의해 진압되었다. 봉기가 실패한 이후에 이들 민족은 러시아 제국으로 이주했다. 산시성에 있던 70만명~80만명으로 추산되는 무슬림 공동체가 10년 간에서 걸쳐 2만명~3만명으로 줄어들었다. 1648년~1878년 사이의 230년 동안에는 약 1,200만명의 청나라 무슬림(동간족, 회족, 위구르족, 한족(漢族))이 약 10차례의 봉기에서 살해되었다.

## 같이 보기
- 태평천국의 난
- 염군의 난